# Hansjörg Knauthe
Hansjörg Knauthe né le 13 juillet 1944 à Geising est un biathlète est-allemand.

## Biographie
Aux Jeux olympiques d'hiver de 1972, il remporte la médaille d'argent de l'individuel derrière Magnar Solberg, puis celle de bronze du relais avec Joachim Meischner, Dieter Speer et Horst Koschka.

## Palmarès

### Jeux olympiques
- Jeux olympiques d'hiver de 1972 à Sapporo :
  -  Médaille d'argent en 20 km individuel.
  -  Médaille de bronze en relais 4 × 7,5 km.

### Championnats du monde
- Championnats du monde 1970 à Östersund :
  -  Médaille de bronze en relais, avec Hans-Gert Jahn, Dieter Speer et Horst Koschka.